# Piero Torriti
Piero Torriti (Montisi, 1º maggio 1924 – Siena, 20 febbraio 2015) è stato uno storico dell'arte, critico d'arte e funzionario italiano.

## Biografia
Nacque a Montisi, vicino Pienza, città alla quale dedicherà diversi studi e pubblicazioni.
Dall'ottobre del 1943 al luglio del 1944 prese parte alla Formazione Partigiana Raggruppamento Monte Amiata.

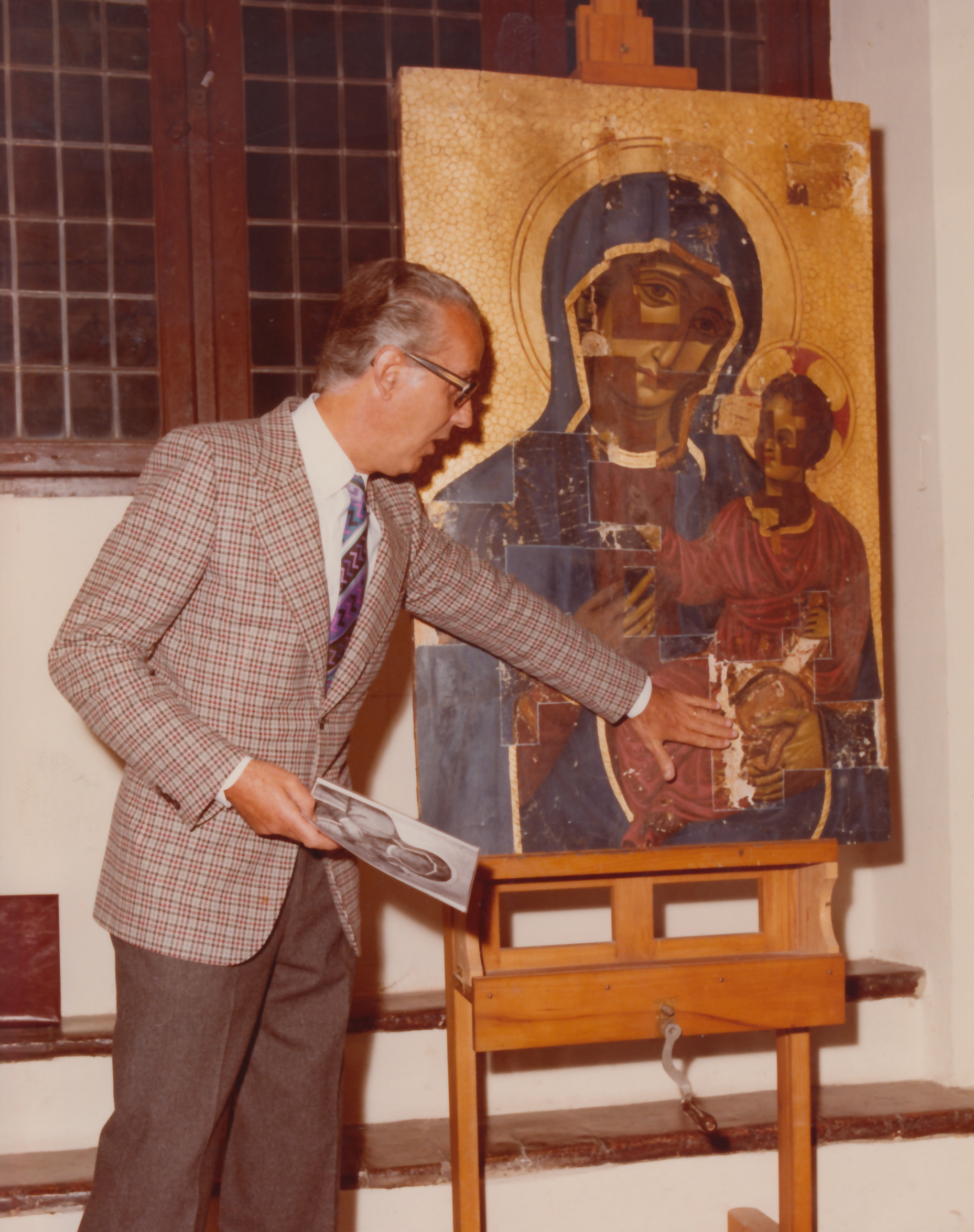
Piero Torriti mentre mostra un progetto di restauro in un "fondo oro" del Duecento

Il 4 settembre 1944 si diploma all'Istituto Magistrale di Pienza; subito dopo ottenne la maturità classica presentandosi come privatista presso il Liceo Dante di Firenze.
Laureato nel 1949 con Mario Salmi presso l'Università di Firenze con una tesi su: "La scultura gotica in legno di scuola senese", iniziò l'attività di Ispettore Storico dell'Arte presso la Soprintendenza di Genova, diretta, in quel tempo, da Pasquale Rotondi.
Nel 1967 si trasferì ad Urbino in qualità di Soprintendente alle Gallerie ed Opere d'Arte delle Marche. Qui organizzò numerose mostre di Opere d'Arte restaurate, dando il via ad una doverosa opera di rendiconto del lavoro di conservazione e tutela delle opere d'arte.
Tornò nella sua terra nel 1973, Soprintendente per i beni artistici e storici per le province di Siena e Grosseto. Anche in questa Soprintendenza organizzò tre mostre (1979, 1981, 1983) sulle Opere d'Arte Restaurate.
Fu membro onorario di numerosi istituti culturali fra cui l'Accademia Ligustica di Genova, l'Accademia Raffaello di Urbino, l'Accademia degli Intronati di Siena e l'Accademia Archeologica di Roma.
Numerosi suoi saggi critici sono stati pubblicati nelle principali riviste d'arte nazionali e internazionali. Nella biblioteca del Kunsthistorisches Institut di Firenze sono presenti 128 opere di Piero Torrirti
Organizzò numerose mostre quali: Il Gotico a Siena (1982); Simone Martini e "chompagni" (1985); Scultura dipinta. Maestri di legname e pittori a Siena 1250-1450 (1987); Domenico Beccafumi e il suo tempo (1990).
Ebbe il Mangia d'argento del Comune di Siena nel 1995.
Morì a Siena il 20 febbraio 2015.

## Principali pubblicazioni
- Il Palazzo Reale di Genova e la sua galleria, editore Ella Gi-Arti Grafiche, Genova 1963
- Giacomo Boselli e la ceramica savonese del suo tempo, editore Italgraph, Genova (1965);
- Disegni di Luca Cambiaso (1966);
- La quadreria dell'Accademia Ligustica di Belle Arti a Genova, editore Ed. Sigla Effe, Genova (1966);
- La galleria del palazzo Durazzo Pallavicini a Genova, Genova (1967);
- Tesori di Strada Nuova, la via aurea dei genovesi, editore Sagep, Genova (1970);
- Pietro Tacca da Carrara, editore Sagep, Genova (1975);
- La Pinacoteca Nazionale di Siena, (catalogo due volumi) editore Sagep, Genova (1977/78);
- Pienza (1979);
- Il Pellegrinaio nell'Ospedale di Santa Maria della Scala a Siena, Siena (1987);
- Arte a Siena da Duccio a Jacopo della Quercia, editore Giunti Barbèra, Firenze(1987);
- Tutta Siena, contrada per contrada (1988), editore Bonechi, Ed. il Turismo, Firenze(1998);
- L'Arbore Genealogico dei Piccolomini. Una famiglia senese in Europa, Siena (2008).